# قيمة العتبة
قيمة العتبة (بالإنجليزية: Threshold value)
هو اصطلاح يستخدم في معالجة الإشارات وفي معالجة الصور، وهي قيمة تمثل الحد الأدنى للإشارة المطلوب معالجتها - فإذا كانت الإشارة أقل من قيمة العتبة فتعطى لها القيمة 0 وإذا كانت الإشارة أكبر من قيمة العتبة فإما تؤخذ الإشارة بحسب قيمتها أو في الغالب تعطى لها القيمة 1.
توجد في الإلكترونيات جهازا يسمى مقارن، بواسطته يتم تحويل الإشارات الكهربائية إلى قيم ثنائية مثلما يحدث في المحول التناظري الرقمي.

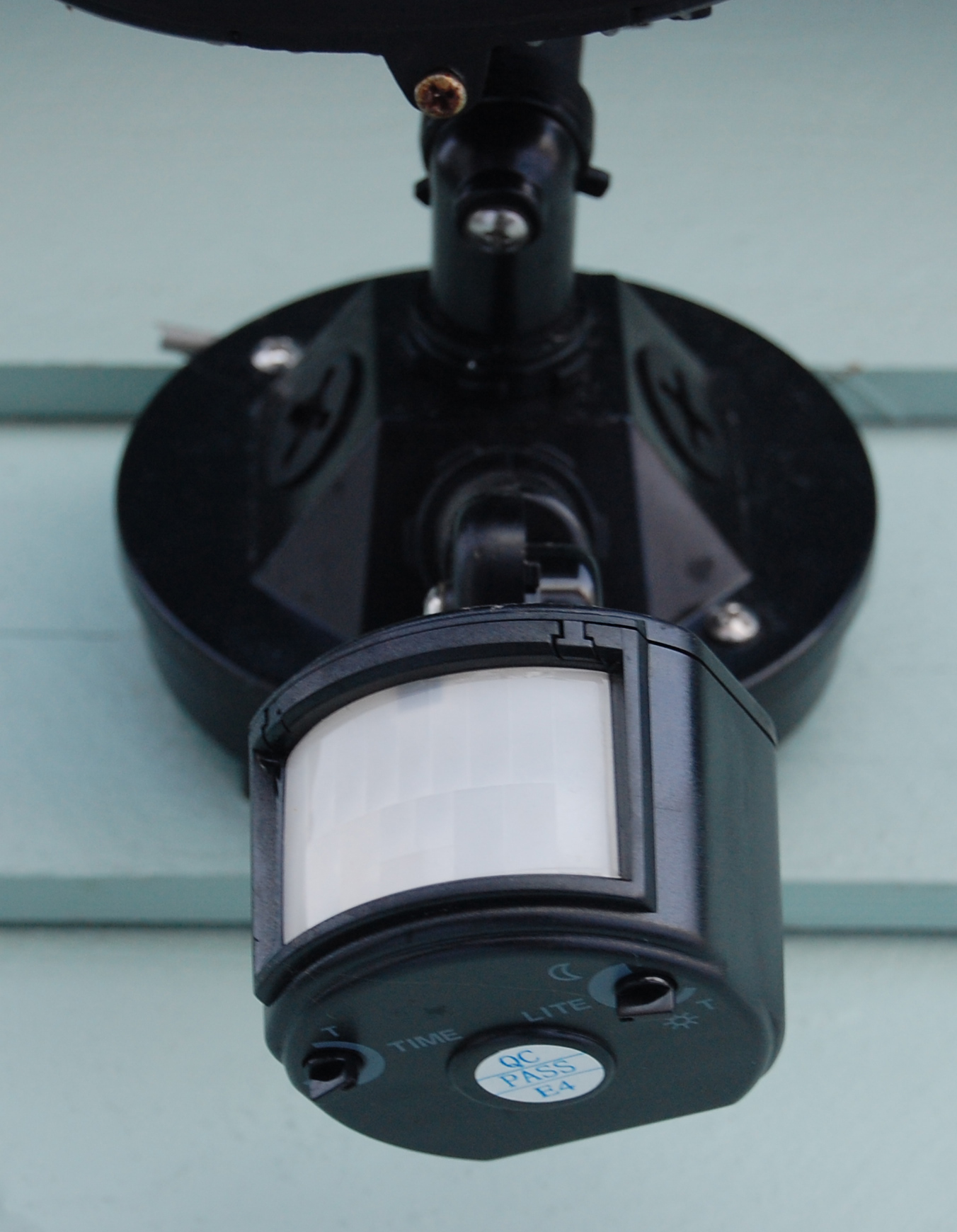
مكشاف حركة PIR motion detector ، يضيء عند قدوم شخص.

يستخدم تعبير قيمة العتبة سواء إذا كانت الإشارة الكهربائية تناظرية أو تم تحويلها إلى إشارة رقمية.
وعلى سبيل المثال يمكن بواسطة مستوى العتبة أو «طريقة العتبة»، توضيح رسم خطي بالأسود و«رفعه» من خلفية غير واضحة. ويتم ذلك بتعيين قيمة لمعان كل نقطة في الصورة. وبالنسبة إلى شفرة مورس يكفي فحص عما إذا كان الصوت أشد من قيمة عتبة صوت نختارها.
فمثلا إذا قمت بتركيب مكشاف حركة أمام باب بيتك ينذرك عند قدوم شخص، فهو يعطي إنذاره إذا تعدت الإشارة المقاسة قيمة العتبة التي تختص مثلا بحجم «قطة».

## اقرأ أيضا
- مستوى العتبة
- شفرة ثنائية